# Attacchi all'antrace del 2001

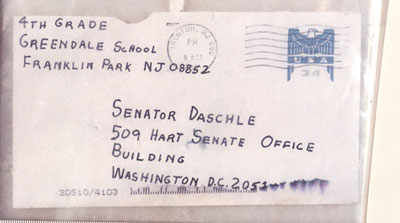
La lettera con antrace inviata al leader di partito al Senato Tom Daschle, che uccise due addetti alle poste.

Gli attacchi all'antrace del 2001 negli Stati Uniti d'America, anche conosciuti come Amerithrax dal nome del caso ufficiale sostenuto dalla Federal Bureau of Investigation, si identificano in una serie di pacchi con spore di antrace inviati a uffici giornalistici e a due senatori del Partito Democratico (Tom Daschle e Patrick Leahy), che hanno causato la morte di 5 persone e l'avvelenamento di altre 17.

## Storia
Il caso, scoppiato il 18 settembre 2001, una settimana esatta dopo gli attentati dell'11 settembre, portò a un'ulteriore destabilizzazione del clima interno della nazione, trasformandosi in una delle investigazioni "più difficili e grandi nella storia del sistema giudiziario". I sospetti ricaddero negli anni su diversi e possibili indiziati che potevano avere i più disparati moventi per accreditarsi gli attacchi: gruppi neonazisti, servizi segreti di Saddam Hussein, al Qaida, ma il 4 aprile 2005 dai documenti della FBI emerse il nome di Bruce Edwards Ivins come indiziato principale, il quale si avvalse della facoltà di non rispondere senza la presenza del suo avvocato.
L'11 aprile 2007 Ivins fu messo sotto periodica sorveglianza a causa dell'aggravarsi della sua posizione, che impose la prosecuzione delle indagini. Ivins era stato fino ad allora operatore di laboratorio all'Istituto di ricerca medica sulle malattie infettive dell'esercito degli Stati Uniti a Fort Detrick, Frederick (Maryland), specializzato nel settore della biodifesa. Il 29 luglio 2008 morì per un'overdose di tranquillanti, a un mese di distanza dall'annuncio della sua incriminazione. Il 6 agosto 2008 i Pubblici Ministeri federali dichiararono che Ivins era il solo sospetto seguito per il caso.
Due giorni dopo, il senatore Chuck Grassley e il deputato Rush Holt richiesero di leggere la documentazione fino ad allora prodotta dal Dipartimento della Giustizia e dall'FBI. Il 19 febbraio 2010 la FBI chiuse definitivamente le indagini. Una ricerca circa le modalità scientifiche adoperate per il caso è stata eseguita dall'Accademia nazionale delle scienze. Alcuni documenti relativi al caso, concernenti prove dell'instabilità mentale di Ivins, sono ancora oggi segretati. Le azioni legali intentate della vedova di Bob Stevens, moglie del primo morto a causa dei pacchi all'antrace, non sono ancora state giudicate.